# Lijst van rijksmonumenten in Roerdalen
De gemeente Roerdalen telt 44 inschrijvingen in het rijksmonumentenregister. Hieronder een overzicht. 

## Herkenbosch
De plaats Herkenbosch telt 6 inschrijvingen in het rijksmonumentenregister.
| Object                                                   | Oorspronkelijke functie? | Bouwjaar                                                       | Architect | Locatie         | Coördinaten?                 | Nr.?   | Afbeelding        |
| -------------------------------------------------------- | ------------------------ | -------------------------------------------------------------- | --------- | --------------- | ---------------------------- | ------ | ----------------- |
| Boerderij op onregelmatige plattegrond met pannen gedekt | Boerderij                | waarschijnlijk 18e eeuw                                        |           | Hammerstraat 21 | 51° 9' 6" NB, 6° 3' 32" OL   | 28547  | Meer afbeeldingen |
| Hoeve Daelenbroeck                                       | Boerderij                | 1701 (haakvormig gedeelte) 18e eeuw (open remise)              |           | Kasteellaan 1   | 51° 9' 5" NB, 6° 4' 24" OL   | 28548  | Upload foto       |
| Kasteel Daelenbroeck                                     | Kasteel, buitenplaats    | 18e eeuw (voorburcht) eerste helft 16e eeuw 1707 (woonvleugel) |           | Kasteellaan 2   | 51° 9' 1" NB, 6° 4' 27" OL   | 28549  | Meer afbeeldingen |
| H. Sebastianuskerk                                       | Kerk en kerkonderdeel    | 18e eeuw 1886-1889 (rest.) 1949 (rest.)                        |           | Hoofdstraat 21  | 51° 9' 11" NB, 6° 3' 48" OL  | 28550  | Meer afbeeldingen |
| Terrein waarin sporen van bewoning                       | Archeologisch monument   | Neolithicum - Bronstijd                                        |           |                 | 51° 10' 14" NB, 6° 4' 55" OL | 340950 | Upload foto       |
| Beatrixhof                                               | Boerderij                | 1899                                                           |           | Steegstraat 82  | 51° 8' 46" NB, 6° 4' 11" OL  | 524082 | Upload foto       |

## Melick
De plaats Melick telt 7 inschrijvingen in het rijksmonumentenregister.
| Object                             | Oorspronkelijke functie? | Bouwjaar       | Architect      | Locatie               | Coördinaten?                | Nr.?   | Afbeelding                     |
| ---------------------------------- | ------------------------ | -------------- | -------------- | --------------------- | --------------------------- | ------ | ------------------------------ |
| Tonnedenhof                        | Boerderij                | 17e-18e eeuw   |                | Heinsbergerweg 3      | 51° 9' 20" NB, 6° 0' 19" OL | 28551  | Meer afbeeldingen              |
| St. Andreaskerk                    | Vanwege onderdelen kerk  | 1332 (luiklok) |                | Kerkstraat 4          | 51° 9' 30" NB, 6° 0' 47" OL | 28552  | Meer afbeeldingen              |
| Terrein waarin sporen van bewoning | Archeologisch monument   | Romeinse Tijd  |                |                       | 51° 9' 8" NB, 6° 0' 25" OL  | 340905 | Upload foto                    |
| Voormalige burgemeesterswoning     | Dienstwoning             | 1895           |                | Dorpsstraat 62        | 51° 9' 24" NB, 6° 0' 50" OL | 524083 | Voormalige burgemeesterswoning |
| Villa Rozendael                    | Woonhuis                 | 1860           | P.J.H. Cuypers | Heinsbergerweg 34     | 51° 9' 21" NB, 6° 0' 27" OL | 524084 | Villa Rozendael                |
| Kerkhofkapel met interieur         | Kapel                    | 1867           |                | Kerkberg tegenover 10 | 51° 9' 21" NB, 6° 0' 22" OL | 524085 | Meer afbeeldingen              |
| Boerderij in het traditionalisme   | Boerderij                | 1871 (jaartal) |                | Heinsbergerweg 9      | 51° 9' 26" NB, 6° 0' 26" OL | 524087 | Meer afbeeldingen              |

## Montfort
De plaats Montfort telt 3 inschrijvingen in het rijksmonumentenregister.
| Object           | Oorspronkelijke functie? | Bouwjaar       | Architect | Locatie         | Coördinaten?                 | Nr.?  | Afbeelding        |
| ---------------- | ------------------------ | -------------- | --------- | --------------- | ---------------------------- | ----- | ----------------- |
| Voorhof          | Boerderij                | 1754 (jaartal) |           | Huysdijk 10     | 51° 7' 25" NB, 5° 56' 24" OL | 30068 | Meer afbeeldingen |
| Kasteel Montfort | Kasteel, buitenplaats    | ca. 1260       |           | Huysdijk bij 10 | 51° 7' 27" NB, 5° 56' 30" OL | 30069 | Meer afbeeldingen |
| Pastorie         | Kerkelijke dienstwoning  | 1787           |           | Kerkstraat 19   | 51° 7' 33" NB, 5° 56' 44" OL | 47063 | Meer afbeeldingen |

## Posterholt
De plaats Posterholt telt 11 inschrijvingen in het rijksmonumentenregister.
| Object                                                                             | Oorspronkelijke functie?  | Bouwjaar                            | Architect      | Locatie                           | Coördinaten?                | Nr.?   | Afbeelding                                                   |
| ---------------------------------------------------------------------------------- | ------------------------- | ----------------------------------- | -------------- | --------------------------------- | --------------------------- | ------ | ------------------------------------------------------------ |
| Vakwerkhuisje, met bakstenen topgevel aan de straat. Vakwerk nog met leemvullingen | Woonhuis                  | eerste kwart 19e eeuw               |                | Burgemeester Geradtsstraat 3      | 51° 7' 35" NB, 6° 1' 25" OL | 32181  | Meer afbeeldingen                                            |
| Terrein waarin een omgrachte kasteel- of woonheuvel: Bolberg                       | Archeologisch monument    | middeleeuwen                        |                | Naar de Bolberg                   | 51° 6' 48" NB, 6° 2' 32" OL | 45859  | Terrein waarin een omgrachte kasteel- of woonheuvel: Bolberg |
| Terrein waarin sporen van bewoning en/of begraving                                 | Archeologisch monument    | Neolithicum, Bronstijd en IJzertijd |                |                                   | 51° 8' 15" NB, 6° 2' 44" OL | 45860  | Upload foto                                                  |
| Terrein waarin sporen van begraving (urnenveld)                                    | Archeologisch monument    | IJzertijd                           |                |                                   | 51° 7' 8" NB, 6° 3' 57" OL  | 45861  | Upload foto                                                  |
| Grafkapel Geradts-Regout                                                           | Kapel                     | 1865                                | Pierre Cuypers | Monseigneur Koningsstraat bij 5   | 51° 7' 19" NB, 6° 2' 21" OL | 522672 | Meer afbeeldingen                                            |
| Aerwinkel: hoofdgebouw                                                             | Kasteel, buitenplaats     | 1854-1856 (bouw) ca. 1900 (uitbr.)  | Pierre Cuypers | Burgemeester Geradtsstraat 97     | 51° 7' 35" NB, 6° 0' 41" OL | 527759 | Aerwinkel: hoofdgebouw                                       |
| Aerwinkel: historische park- en tuinaanleg                                         | Tuin, park en plantsoen   | midden 19e eeuw                     |                | Burgemeester Geradtsstraat bij 97 | 51° 7' 33" NB, 6° 0' 35" OL | 527760 | Upload foto                                                  |
| Aerwinkel: badhuisje                                                               | Bijgebouwen kastelen enz. | ca. 1900                            |                | Burgemeester Geradtsstraat bij 97 | 51° 7' 33" NB, 6° 0' 45" OL | 527761 | Upload foto                                                  |
| Aerwinkel: stenen tafel                                                            | Tuin, park en plantsoen   |                                     |                | Burgemeester Geradtsstraat bij 97 | 51° 7' 33" NB, 6° 0' 45" OL | 527762 | Upload foto                                                  |
| Aerwinkel: moestuinmuur met oranjerie                                              | Tuin, park en plantsoen   | midden 19e eeuw                     |                | Burgemeester Geradtsstraat bij 97 | 51° 7' 37" NB, 6° 0' 34" OL | 527763 | Upload foto                                                  |
| Aerwinkel: tiendschuur                                                             | Bijgebouwen kastelen enz. | midden 19e eeuw                     |                | Burgemeester Geradtsstraat bij 97 | 51° 7' 30" NB, 6° 0' 40" OL | 527764 | Meer afbeeldingen                                            |

## Sint Odiliënberg
De plaats Sint Odiliënberg telt 11 inschrijvingen in het rijksmonumentenregister. Zie Lijst van rijksmonumenten in Sint Odiliënberg voor een overzicht.

## Vlodrop
De plaats Vlodrop telt 6 inschrijvingen in het rijksmonumentenregister.
| Object | Oorspronkelijke functie?  | Bouwjaar                                   | Architect | Locatie           | Coördinaten?                | Nr.?   | Afbeelding        |
| --- | ------------------------- | ------------------------------------------ | --------- | ----------------- | --------------------------- | ------ | ----------------- |
| Kasteel Steenhuis | Kasteel, buitenplaats     | 1664 (jaartal)                             |           | Kasteelweg 1      | 51° 7' 51" NB, 6° 4' 42" OL | 37865  | Meer afbeeldingen |
| Sint Martinuskerk: beelden, postbarokke altaren, twee schilderijen en een neogotisch altaar met twee beelden uit het vorige gebouw | Vanwege onderdelen kerk   | 18e eeuw (beelden) 17e eeuw (schilderijen) |           | Kerkstraat 1      | 51° 7' 53" NB, 6° 4' 33" OL | 37866  | Meer afbeeldingen |
| Gitstappermolen | Industrie- en poldermolen | 1377                                       |           | Rothenbacherweg 8 | 51° 8' 15" NB, 6° 6' 31" OL | 37867  | Meer afbeeldingen |
| Terrein waarin sporen van begraving uit de vroege Middeleeuwen                                                                     | Archeologisch monument    | 6e en 7e eeuw (Merovingisch)               |           |                   | 51° 8' 12" NB, 6° 3' 31" OL | 47168  | Upload foto       |
| St. Ludwig (gesloopt) | Klooster, kloosteronderdl | 1906-1909                                  |           | Station 24        | 51° 9' 22" NB, 6° 9' 14" OL | 507387 | Meer afbeeldingen |
| Kerkhofkapel St. Ludwig | Kapel                     | 1906-1909                                  |           | Station 24        | 51° 9' 22" NB, 6° 9' 0" OL  | 524086 | Meer afbeeldingen |

Beek ·
Beekdaelen ·
Beesel ·
Bergen ·
Brunssum ·
Echt-Susteren ·
Eijsden-Margraten ·
Gennep ·
Gulpen-Wittem ·
Heerlen ·
Horst aan de Maas ·
Kerkrade ·
Landgraaf ·
Leudal ·
Maasgouw ·
Maastricht ·
Meerssen ·
Mook en Middelaar ·
Nederweert ·
Peel en Maas ·
Roerdalen ·
Roermond ·
Simpelveld ·
Sittard-Geleen ·
Stein ·
Vaals ·
Valkenburg aan de Geul ·
Venlo ·
Venray ·
Voerendaal ·
Weert